# Französisches Passepartout
Unter einem Französischen Passepartout versteht man ein handdekoriertes Passepartout, also einen handdekorierten Rahmen aus Karton, für ein Kunstwerk auf Papier (Zeichnung, Grafik o. ä.).

## Geschichte

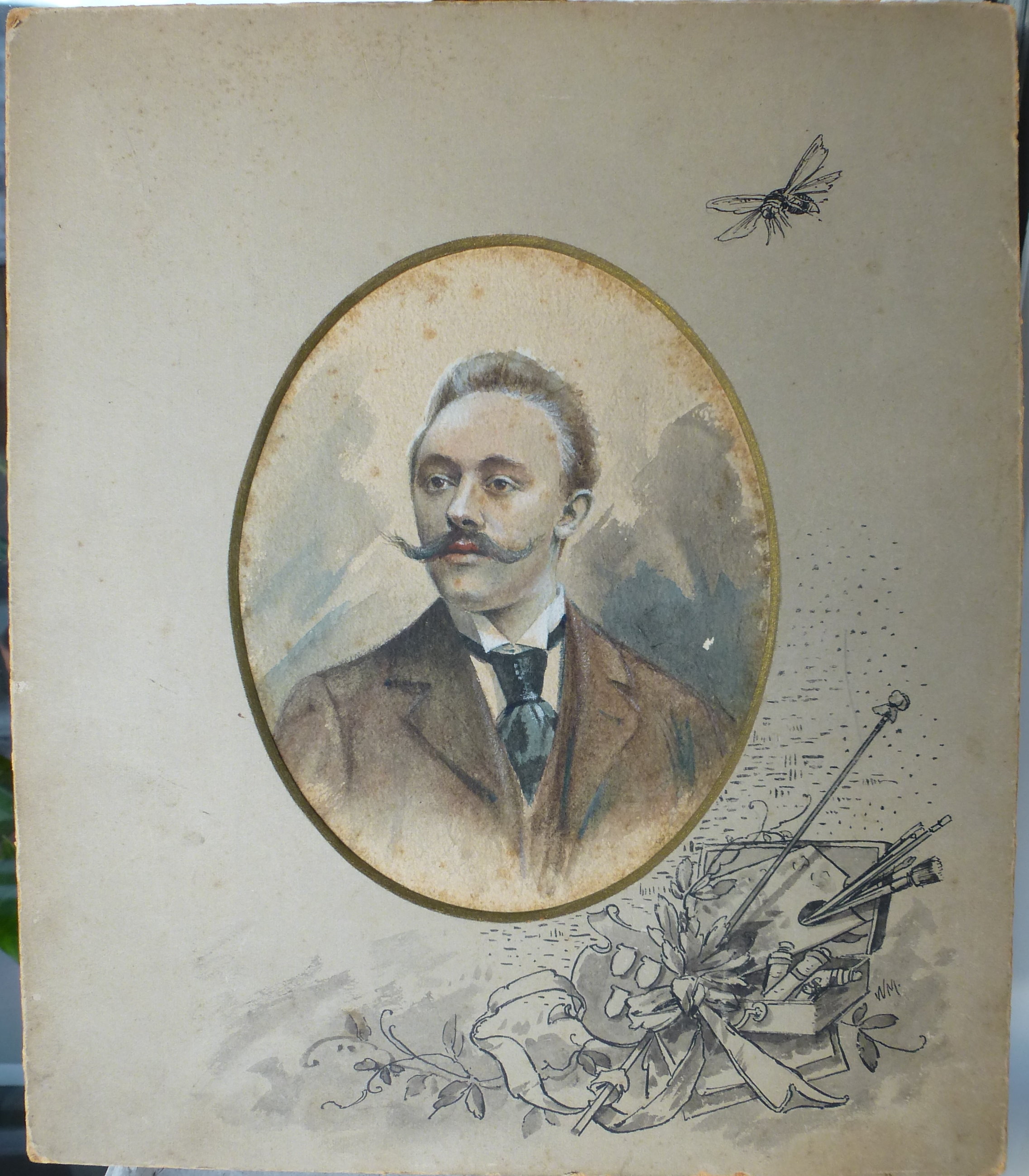
Selbstporträt des Malers Wilhelm Mohrbotter (1873–1921) mit Französischem Passepartout, das mit der Tuschezeichnung eines Malkastens und einer Biene als Stillleben dekoriert ist, 1905

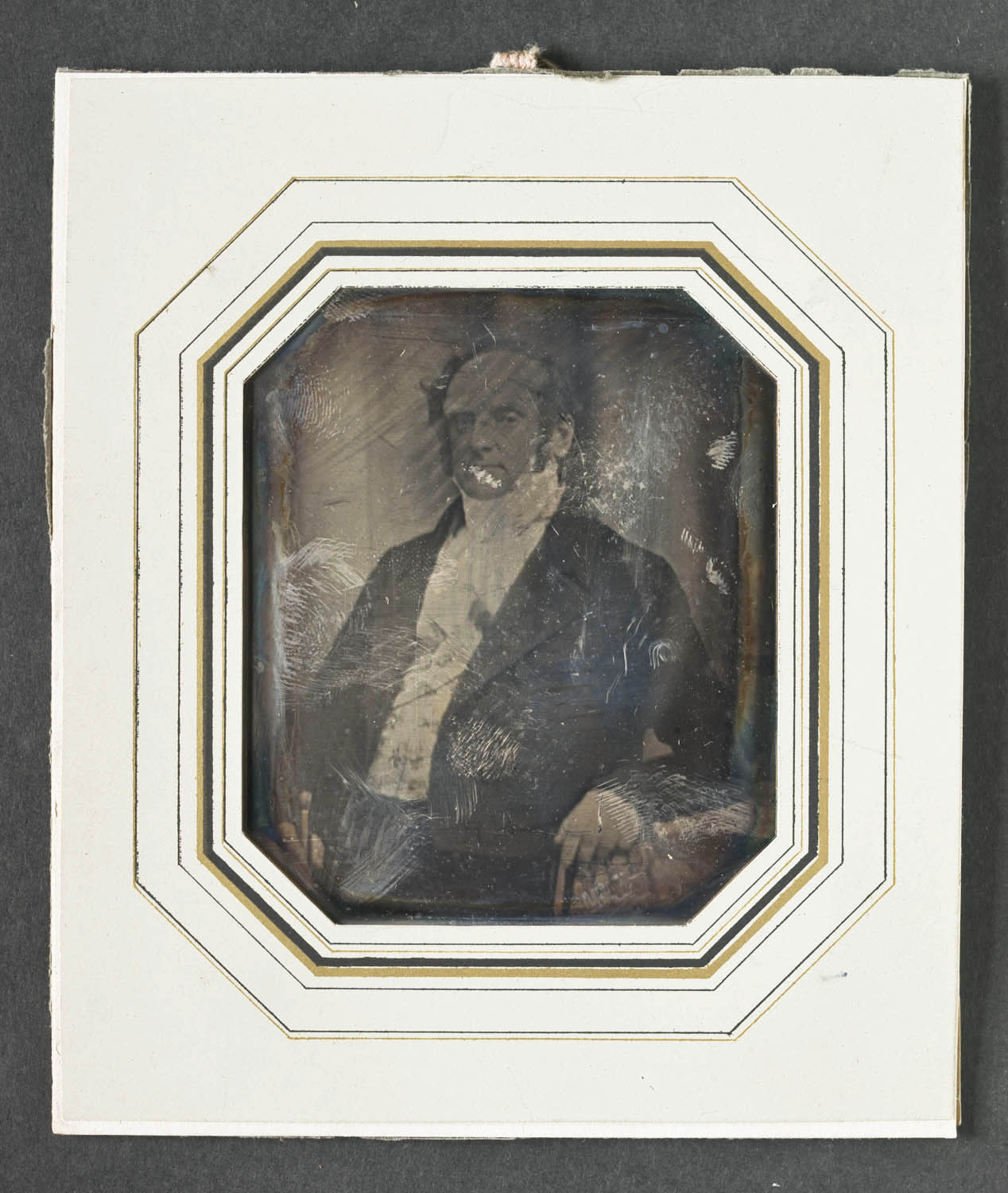
Daguerreotypie (um 1850) mit Französischem Passepartout aus oktogonal angeordneten, goldenen und schwarzen Linien

Vorläufer und Vorbilder für das handdekorierte Französische Passepartout waren seit dem 16. Jahrhundert verschiedenartige Grafik-Montierungen. Zunächst begann man, Grafiken mit Tuschelinien einzufassen und damit ihren Wert zu steigern. Glas für eine Rahmung zu verwenden war zunächst unüblich. Die Grafik/Zeichnung wurde am Rand beschnitten und aufgeklebt. Man verwahrte sie ausschließlich in Mappen und Schubladen. Als man schließlich Glas zum Schutz der wertvollen Grafiken einsetzte, befanden sich die Verzierungen zunächst auf der Glasrückseite, später dann auf einem Rahmen aus Karton, dem Passepartout. 
Im 17. Jahrhundert kam mehr Farbe ins Spiel und Ende des 18. Jahrhunderts waren Bordüren und goldene Streifen beliebt – Elemente, die sich bei der Gestaltung der Französischen Passepartouts des 19. Jahrhunderts wiederfinden.
In vielen Museen wurden die alten Passepartouts aus Platzgründen entfernt, da die losen Grafiken in Mappen oder Schachteln vermeintlich platzsparender untergebracht werden konnten. Zudem bestehen manche älteren Passepartouts aus säurehaltigem Karton, der das Kunstwerk schädigen kann. Allerdings sind die alten Passepartouts selbst als Zeugnisse ihrer Zeit bemerkenswert und können eine wichtige Quelle im Hinblick auf Sammlungs- und Ausstellungsgeschichte sein. Daher sollten sie zumindest aufbewahrt und die ehemalige Zuordnung zum Kunstwerk dokumentiert werden, auch wenn die Weiterbenutzung aus konservatorischen Gründen nicht möglich ist.

## Allgemeines
Das Französische Passepartout verwendet und vereint alle schmückenden Elemente, die seit den Anfängen der künstlerischen Bildeinfassung im 16. Jahrhundert verwendet wurden, um den Wert einer künstlerischen Arbeit zu steigern: schwarze, farbige und goldene (Tusche-)Linien, aquarellierte pastellfarbene Streifen, goldene und silberne Bordüren, farbig und golden/silbern bemalte Schnittkanten, aufgeklebte Streifen aus Marmorpapier.